# Sharafa Raman
Sharafa Raman est un boxeur allemand né le 22 avril 1983.

## Carrière
Sa carrière amateur est principalement marquée par une médaille de bronze remportée aux Jeux européens de 2019 dans la catégorie des poids coqs.

## Palmarès

### Jeux européens
- Médaille de bronze en -56 kg en 2019 à Minsk, Biélorussie